# Philippopsis
Philippopsis is een geslacht van rechtvleugeligen uit de familie krekels (Gryllidae). De wetenschappelijke naam van dit geslacht is voor het eerst geldig gepubliceerd in 1992 door Desutter-Grandcolas.

## Soorten
Het geslacht Philippopsis  is monotypisch en omvat slechts de volgende soort:
- Philippopsis guianae (Desutter-Grandcolas, 1992)